# Pasteurelose
Pasteurelose é uma doença infecciosa causada por bactérias do gênero Pasteurella que afeta humanos e animais.